# Liou Chung-jü
Liou Chung-jü (čínsky pchin-jinem Liú Hóngyǔ, znaky 刘宏宇, * 11. ledna 1975) je bývalá čínská atletka, mistryně světa v chůzi na 20 km z roku 1999.
Celkem třikrát startovala na mistrovství světa v chodeckém závodě. V roce 1995 skončila v závodě na 10 kilometrů chůze osmá, o dva roky později došla do cíle na této trati na čtvrtém místě a v roce 1999 při premiéře závodu na 20 kilometrů chůze na světovém šampionátu zvítězila.

## Osobní rekordy
- 10 km chůze – 41:45 (1999)
- 20 km chůze – 1.26:35 (2001)